# 塔邁斯吉達
36°19′26″N 2°41′22″E / 36.32389°N 2.68944°E

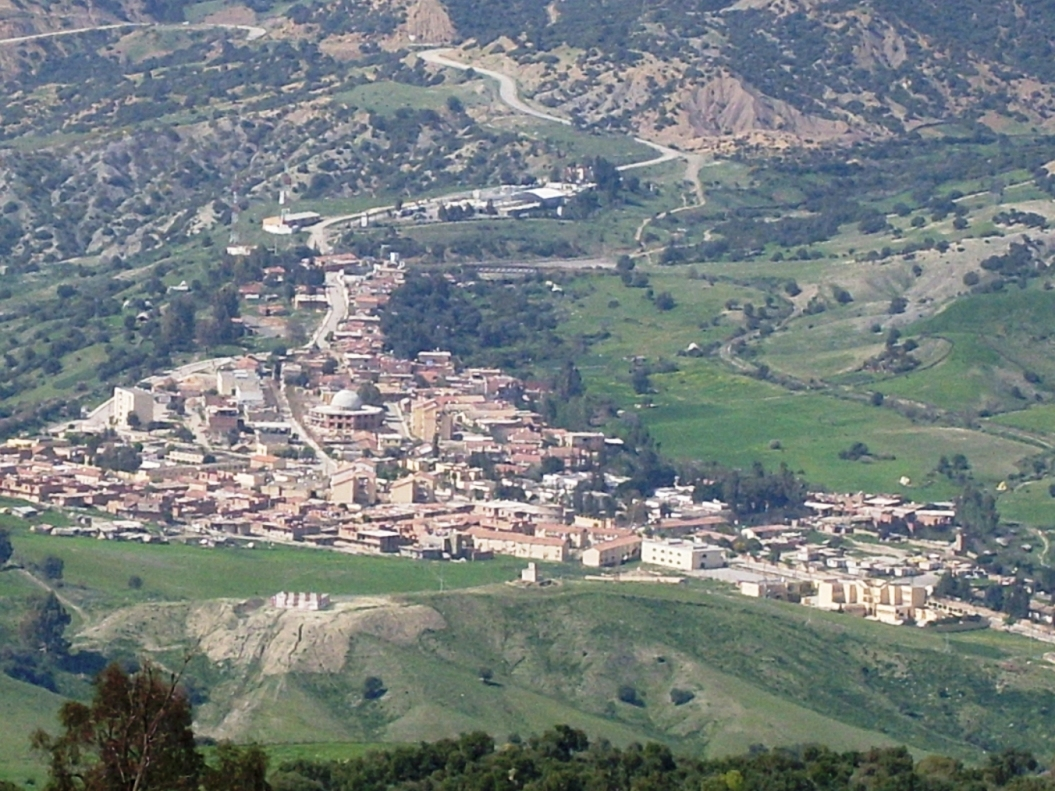

塔邁斯吉達（阿拉伯语：‎），是阿爾及利亞的城鎮，位於該國北部麥迪亞省，由麥迪亞區負責管轄，面積99平方公里，海拔高度591米，2008年人口4,591，人口密度每平方公里46人。